# Ахмет Хаџију
Ахмет Хаџију (алб. Ahmet Haxhiu; Приштина, 6. мај 1932 — Приштина, 6. јул 1994) албански је политички активиста и један од вођа Ослободилачке војске Косова (ОВК).
Био је једна од водећих личности Револуционарног покрета за уједињење Албанаца, који је имао за циљ уједињење разних илегалних група које су се бориле против власти СР Југославије. Касније се придружио Народном покрету Косова, а сматран је десном руком Адема Демачија.
Дана 28. новембра 2012. (Дан заставе Албаније), постхумно му је уручен орден хероја Републике Косово од стране председнице, Атифете Јахјаге.
Деда је албанске политичарке Аљбуљене Хаџију.